# さくら (西加奈子の小説)
『さくら』は、西加奈子の小説である。2005年2月23日に単行本、2007年12月6日に文庫本が小学館から刊行された。
2020年に映画版が公開された。

## 登場人物
長谷川薫
長谷川家の次男。本編の主人公。
長谷川美貴
長谷川家の長女で、薫の妹。
長谷川一
長谷川家の長男。

## 書誌情報

### 単行本
- 西加奈子（著）『さくら』、小学館、2005年2月23日発売、ISBN 4-09-386147-1[2]

### 文庫
- 西加奈子（著）『さくら』、小学館文庫、2007年12月6日発売、ISBN 978-4-09-408227-2[3]

## 映画
2020年11月13日に公開された。監督は矢崎仁司で、「この小説には私の映画史がすべて入っている。だから私以外の誰にも映画化させたくなかった。『さくら』に出会えたことを神様に感謝したい」とコメントしている。

### キャスト
- 長谷川薫：北村匠海[4]
- 長谷川美貴：小松菜奈[4]（少女時代：てん子[6]）
- 長谷川一：吉沢亮[4]
- 大友カオル：小林由依（櫻坂46）[7][8]
- 矢嶋優子：水谷果穂[7]
- 須々木原環：山谷花純[7]
- 溝口先史：加藤雅也[7]
- フェラーリ：趙珉和[7]
- 長谷川つぼみ：寺島しのぶ[7]
- 長谷川昭夫：永瀬正敏[7]

### スタッフ
- 原作：西加奈子『さくら』（小学館刊）
- 監督：矢崎仁司
- 脚本：朝西真砂
- 音楽：アダム・ジョージ
- 主題歌：東京事変『青のID』（EMI Records / ユニバーサル ミュージック）[5]
- 製作：大角正、山元一朗、久保雅一、山勝彦、関顕嗣、本庄浩樹、野口英一、中村一政
- 企画：宮下昇
- エグゼクティブプロデューサー：高橋敏弘
- プロデューサー：小松貴子、関顕嗣、宮下昇
- アシスタントプロデューサー：中川幹也
- 撮影：石井勲
- 照明：大坂章夫
- 音響：弥栄裕樹
- 美術：田中真紗美
- 装飾：酒井拓磨
- スタイリスト：浜辺みさき
- ヘアメイク：宮本真奈美
- 助監督：石井晋一
- 編集：目見田健
- 制作担当：大川伸介
- 企画協力：石川和男、備前島幹人
- 宣伝協力：CAMDEN
- 特別協賛：DOKUSO映画館、日本ネットワークサービス、日立物流
- 制作プロダクション：FREBARI
- 製作幹事・配給：松竹
- 製作：「さくら」製作委員会（松竹、テレビ東京、小学館、ATOMIC'S、FREBARI、ハピリィホールディングス、日本ネットワークサービス、山梨日日新聞社、山梨放送）

## 漫画
映画を基にしたコミカライズがフクシマハルカの作画で『ベツコミ』（小学館）2020年11月号 別冊付録に掲載され、新規描きおろし50P超を加えた単行本がベツコミフラワーコミックス（小学館）から2020年10月26日に発売された。ISBN 978-4-09-871149-9